# Devecser
Devecser (ungerskt uttal: [ˈdɛvɛt͡ʃɛr], tyska: Dewetscher) är en stad och kommun i distriktet Devecser i provinsen Veszprém i västra Ungern. Den ligger cirka 9 kilometer väster om Ajka. Kommunen har 4 149 invånare (2024), på en yta av 64,10 km².
Devecser och Kolontár var de svårast drabbade samhällena då en damm tillhörande en aluminiumfabrik nära Ajka brast den 4 oktober 2010.